# Tršćanska kriza
Tršćanska kriza je naziv za razdoblje poremećenih međunarodnih odnosa u doba uspostave novih istočnih granica Italije nakon II. svjetskog rata, gdje je ta zemlja za korist Jugoslavije izgubila dio teritorija kojega je bila pripojila nakon pobjede nad Austro-Ugarskom u I. svjetskom ratu, pod imenom "Venezia Giulia". 
Najveći prijepor nastao je u svezi Trsta, najvećeg urbanog središta na spornom području, oko kojega je 1947. godine uspostavljen Slobodni Teritorij Trsta, državica nejasnog statusa. 
Vrhunac krize je nastupio 1953. godine, nakon kojega je Slobodni Teritorij Trsta definitivno podijeljen između Talijanske Republike i Federativne Narodne Republike Jugoslavije (te se dijelovi tadašnjeg područja STT nalaze danas u Republici Sloveniji i Republici Hrvatskoj). U literaturi se uzima da je kriza trajala od 1945. do 1954. godine, makar je Italija smatrala granično pitanje i dalje otvorenim sve do sklapanja Osimskih sporazuma iz 1975. god.

## Početak krize: izlazak jugoslavenskih i britanskih snaga na Sjeverni Jadran
Na samom kraju 1945. godine, jugoslavenske vojne snage pod zapovjedništvom komunističkog vođe Josipa Broza Tita uspjele su zauzeti etnički pretežno slovenska i hrvatska područja na istočnoj obali Jadrana. Ta je područja dva i pol desetljeća ranije Italija zauzela na kraju I. svjetskog rata, u skladu s  Londonskim ugovorom iz 1915. godine, sklopljenim povodom odluke Kraljevine Italije da stupi u I. svjetski rat na strani Antante.  
Najveća koncentracija etničkih Talijana na čitavom tom području koje su zauzele jugoslavenske snage bila je upravo na području oko Trsta.  
U Tršćanskoj operaciji 29. travnja - 2. svibnja 1945. godine je Jugoslavenska armija ušla u sam Trst, potiskujući odatle njemačke postrojbe, ali suočivši se s ogorčenim otporom postrojbi Talijanske Socijalne Republike, te postrojbi četničke Dinarske divizije pod zapovijedanjem vojvode Momčila Đujića, koje su se održale na nekoliko lokacija u gradu dok 2. svibnja u grad nisu ušle također i oklopne postrojbe novozelandske 2. divizije britanske 8. armije - potom su se te osovinske postrojbe predale zapadnim saveznicima. Zapadni saveznici su odmah zatražili da se jugoslavenske postrojbe povuku iz grada, jer da je posrijedi dio područja Kraljevine Italije koja se 1943. godine bila predala zapadnim Saveznicima. 
U Trstu su jugoslavenske i novozelandske snage ostale do lipnja 1945. god., u napetim međusobnim odnosima. Potom su se jugoslavenske snage povukle u predgrađe; približno na liniju današnje slovensko-talijanske granice.
Nakon kompliciranih pregovora između Josipa Broza Tita i zapovjedništva savezničkih snaga za Sredozemlje, te potom jugoslavensko - američko - britanskih diplomatskih pregovora, popisan je u Beograd 9. lipnja 1945. godine sporazum u kojem je de facto priznata jugoslavenska vlast na cjelokupnim područjima Hrvatske i Slovenije koja su između dva svjetska rata bila dijelom Italije, izuzev područja oko Trsta i Pule, na kojima je uspostavljena vojna uprava. Grad Pula, grad Trst s bližom okolicom i relativno uski pojas uz obalu Jadrana od Trsta prema rijeci Soči na sjeveru bili su - kao dijelovi tzv. "Zone A" - pod nadzorom Savezničke vojne uprave (engl. Allied Military Government – AMG), a područje južno od Muggije i sjeverno od rijeke Mirne (koje je, dakle, obuhvaćalo cjelokupno današnje primorsko područje Slovenije, te područja oko Umaga, Buja i Novigrada u hrvatskoj Istri) bilo je kao "Zona B" pod Vojnom upravom Jugoslavenske armije (VUJA). Zapadni saveznici su provedbu administrativnih poslova u zoni kojom su upravljali u cijelosti povjerili lokalnim Talijanima. U ožujku 1946. godine je saveznička Komisija za razgraničenje (u kojoj su bili i predstavnici SSSR-a) obišla sporna područja, ali potom su u travnju 1946. god. dali francuski, sovjetski, britanski i američki pripadnici te komisije svaki svoj - tj. 4 različita - prijedlog za razgraničenje između Jugoslavije i Italije.
Člankom 21. i 22. Ugovora o miru s Italijom od 10. veljače 1947. godine, kojega su potpisale zemlje koje su u 2. svjetskom ratu ratovale protiv te zemlje (od Albanije do Ujedinjenog Kraljevstva) predviđeno je da će pretežni dio "Zone B", te Pula i stanoviti dio područja kod Trsta iz "Zone A" pripasti Jugoslaviji; a da će pretežni dio "Zone A" pripasti Italiji. Makar na pretežnom dijelu tog područja nije bilo slavenskog stanovništva, na talijanskoj strani granice je ipak ostala značajna slovenska manjina (oko 80.000, 2022. god.). Od najspornijih dijelova "Zone A" oko Trsta i dijela  "Zone B" od Trsta do rijeke Mirne u hrvatskoj Istri trebala je biti, prema dogovoru velikih sila koje su potpisale Mirovni ugovor, formirana državica Slobodni Teritorij Trsta. U Aneksima VII. - XVI. Ugovora, predviđeno je da će STT biti neutralna država, te su uređena tehnička pitanja poput razgraničenja, prekograničnog prometa i vodoopskrbe; točno uređenje vlasti u toj državi povjereno je Vijeću sigurnosti Ujedinjenih naroda.
Takav sporazum nije zadovoljio niti Jugoslaviju, niti Italiju: Jugoslavija je odbila povući svoju vojsku iz dijela Zone "B" koji je bio obuhvaćen područjem STT-a i nastavila tim područjem upravljati kao da je praktično dio Jugoslavije; Italija je sa svoje strane predano radila na tome da pripoji čitav STT svojem državnom području. SAD i Ujedinjeno Kraljevstvo su civilnu upravu nad zonom "A" 1948. godine povjerile Italiji, ostavivši ondje ipak svoje vojne postroje u čijoj su nadležnosti ostala pitanja javne sigurnosti: Slobodni Teritorij Trsta postojao je samo nominalno.
Talijanska Republika je sagledavala mogućnosti da ostvari svoje teritorijalne težnje boljima, nakon što je po Rezoluciji Informbiroa od 28. lipnja 1948. godine Jugoslavija ostala bez vanjskopolitičkog pokroviteljstva SSSR-a. Jugoslavija je na jasno iskazane talijanske pretenzije reagirala demonstrirajući svoju odlučnost da i vojnom silom spriječi ponovno širenje Italije na istok. Nakon što je Italija 10. rujna 1953. god. zatražila da se provede referendum o sudbini spornih područja, Jugoslavija je takav prijedlog odbila 28. rujna 1953. Nakon toga su održani masovni mitinzi podrške Jugoslaviji u područjima koja su do rata bili pod Italijom, a u Trstu su izbile također masovne demonstracije podrške Italiji. Iz Jugoslavije su tih mjeseci upućene neformalne poruke (u političkim govorima na mitinzima) da bi rješenje moglo biti da se Italiji prizna suverenitet nad "Zonom A" STT-a, a da "Zona B" pripadne Jugoslaviji - što je kod Slovenaca na području "Zone A" izazvalo ogorčene reakcije. I neki visokopozicionirani slovenski političari u Ljubljani su ponavljali parolu "‘Življenje damo – Trsta ne damo!".

## Vrhunac krize: mogućnost rata 1953.
U napetim odnosima, i Jugoslavija i Italija su razmjestile vojne snage u pograničnom području, te je krajem 1953. tijekom 1954. godine situacija između dvije države bila na rubu rata; Italija je imala razrađen plan kako da njene vojne snage (koje se nisu nalazile unutar STT) uđu u sam Trst.
U situaciji kada je bilo očigledno da Slobodni Teritorij Trsta nema budućnosti, vlade Ujedinjenog Kraljevstva i Sjedinjenih Američkih Država - čije su vojne snage kontrolirale "Zonu A" - su 8. listopada 1953. god. objavile inicijativu za disoluciju STT-a, izričito navevši da namjeravaju "Zonu A" predati Italiji.

## Razrješenje: Londonski memorandum 1954.
Kriza je naposljetku razriješena sklapanjem Londonskog memoranduma od 5. listopada 1954. godine, sklopljenog između vlada Italije, Jugoslavije, Ujedinjenog Kraljevstva i Sjedinjenih Američkih Država. Tim je međunarodnim ugovorom određeno da će Italiji pripasti civilna uprava nad "Zonom A", te da će njene vojne snage na tom području zamijeniti dotadašnju britansko-američku vojnu posadu. Jugoslaviji je trebala pripasti civilna vlast (umjesto do tada prakticirane vojne uprave) nad "Zonom B" Slobodnog Teritorija Trsta. STT je kao zasebna država prestao postojati.
Ugovorom su zajamčena prava stanovnika talijanske i "jugoslavenske etničke grupe" da se koriste svojim jezikom i da imaju škole na tim jezicima, kao i razna praktična pitanja. Italija nije u svojem parlamentu potvrdila ugovor i dugo nije smatrala da granice "Zone A" predstavljaju njenu definitivnu istočnu granicu; dok je u Jugoslaviji dokument ratificiran te se smatralo da granice bivše "Zone B" predstavljaju zapadnu međunarodnu granicu Jugoslavije.
S vremenom su tenzije između Italije i Jugoslavije opale, te je granični spor službeno razriješen sklapanjem Osimskog sporazuma od 10. studenog 1975. god.